# Cosmo’s Cosmic Adventure
A Cosmo's Cosmic Adventure: Forbidden Planet (The Adventures of Zonk vagy Cosmo Kid from Space neveken is ismert) egy 2D-s oldalgörgetős videójáték, amelyet Todd Replogle programozott és az Apogee Software adott ki. A játék 1992. március közepén érkezett meg DOS platformra.

## Történet
A történet egy kicsi űrlényről szól, Cosmoról, akit szüleik éppen elviszik őt Disney Worldbe szülinapja alkalmából. Egy üstökös eltalálja az űrhajójukat, melynek következtében egy ismeretlen bolygón - név szerint "Zonk in WIP" - landolnak. Azonban, mivel kárt szenvedett az űrjárgány, helyre kell hozniuk valahogy. Cosmo felderítőkörútra indul, de mire visszatér, már nem találja a szüleit. Nagy lábnyomokat lát, ami arra engedi következtetni, hogy szüleit elrabolhatták. Ezért hát nekivág megmenteni, mielőtt felfalja valami őket.

## Játékmenet
Három epizód van, melyből mindegyikben 10 pályán kell átrágnia magát karakterünknek. A játékban Cosmot kell irányítani és a cél a kijárathoz való eljutás. Tud sétálni, ugrani, és falon lógni a két tapadókorongos kezével. A lógást és az ugrást kombinálva fel tud mászni magasabb helyekre. A pályákon találhatók teleportok, mennyezeten benyomható gombok és rugók, amikkel magasabbat tud ugrani. A játékos bónusz pályákba is eljuthat, miután elég mennyiségű csillagot gyűjtött össze.

## Hang és zene
Habár a játék támogatja az AdLib-stílusú zenéket, a SoundBlasteres hangokat azonban nem. A hangeffekteket kiváltképpen PC speakerel készítették. A zenék szerzője Robert C. Prince.